# Evropsko prvenstvo v veslanju
Eropsko prvenstvo v veslanju je mednarodna veslaška regata, ki jo organizira Mednarodna veslaška zveza (FISA). 
Prvo prvenstvo je bilo organizirano leta 1893. Leta 1962 je bilo to prvenstvo združeno s svetovnim prvenstvom, ki je bilo organizirano vsake štiri leta, od leta 1974 pa je bilo le-to organizirano vsako leto. Ženske so prvič nastopile na Evropskih prvenstvih leta 1954, moške in ženske discipline pa so bile organizirane na različne dneve. 
27. maja 2006 so predstavniki FISE izglasovali ponovno vpeljavo Evropskih prvenstev.
Sprva so bile na evropskih prvenstvih zastopane tri discipline (moški enojec, četverec s krmarjem in osmerec), nastopilopa je lahko največ deset čolnov. Tekme so se odvijale na 3000 metrov dolgih progah, enojci pa so bili organizirani na progah, dolgih 2000 metrov. 
Prvič je bilo po novih pravilih evropsko prvenstvo organizirano leta 2007. Od takrat se vsa tekmovanja odvijajo na 2-kilometrskih progah, na prvenstvu pa so zastopane vse olimpijske discipline.

## Dogodki
- 2010 Montemor-o-Velho, Portugalska
- 2009 Brest, Belorusija
- 2008 Schinias, Maraton, Grčija
- 2007 Poznan, Poljska

- 1973 Moskva, Rusija
- 1972 (Ženske discipline) Brandenburg, Nemčija
- 1971 København, Danska
- 1970 (Ženske discipline) Tata, Madžarska
- 1969 Celovec, Avstrija
- 1968 (Ženske discipline) Berlin, Nemčija
- 1967 Vichy, Francija
- 1966 (Ženske discipline) Bosbaan, Amsterdam, Nizozemska
- 1965 Duisburg, Nemčija
- 1964 Bosbaan, Amsterdam, Nizozemska
- 1963 København, Danska (ženske discipline: Moskva, Rusija)
- 1962 (Ženske discipline) Vzhodni Berlin, Nemčija
- 1961 Praga, Češka
- 1960 (Ženske discipline) Welsh Harp, Willesden, London, Združeno kraljestvo
- 1959 Mâcon, Francija
- 1958 Poznanj, Poljska
- 1957 Duisburg, Nemčija
- 1956 Bled, Slovenija
- 1955 Gent, Belgija (ženske discipline: Bukarešta, Romunija)
- 1954 Bosbaan, Amsterdam, Nizozemska
- 1953 København, Danska
- 1952
- 1951 Mâcon, Francija
- 1950 Milano, Italija
- 1949 Amsterdam, Nizozemska
- 1948
- 1947 Luzern, Švica
- 1938 Milano, Italija
- 1937 Amsterdam, Nizozemska
- 1935 Berlin, Nemčija
- 1934 Rotsee, Luzern, Švica
- 1933 Budimpešta, Madžarska
- 1932 Beograd, Srbija
- 1931 Pariz, Francija
- 1930 Liège, Belgija
- 1929 Bydgoszcz, Poljska
- 1928
- 1927 Como, Italija
- 1926 Vierwaldstadtsko jezero, Luzern, Švica
- 1925 Praga, Češka
- 1924
- 1923
- 1922
- 1921
- 1920
- 1913 Gent, Belgija
- 1912
- 1911 Como, Italija
- 1910
- 1909
- 1908 Vierwaldstadtsko jezero, Luzern, Švica
- 1907
- 1906
- 1905
- 1904
- 1903
- 1902
- 1901
- 1900
- 1899
- 1898
- 1897
- 1896
- 1895
- 1894
- 1893 Jezero Orta, Italija